# Гольдінгенське обер-гауптманство
Гольдінгенське обер-гауптманство (нім. Oberhauptmannschaft Goldingen) — адміністративна одиниця найвищого (обласного) рівня в герцогстві Курляндії та Семигалії (1617—1795), а також у Курляндському намісництві (1795—1796) та губернії (1796—1864) Російської імперії. Адміністративний центр — Гольдінген (сучасна Кулдига, Латвія). Створене згідно з «Формулою правління» 1617 року.

## Назва
- Гольдінгенське обер-гаутпманство / обергаутпманство  (нім. Oberhauptmannschaft Goldingen; латис. Kuldīgas virspilskunga iecirknis; рос. Гольдингенское обер-гауптманство / обергаутпманство[2])
- Гольдінгенське старше капітанство (лат. Capitanes majores Goldingenis)

## Історія
- 28 березня 1795 року Російська імперія анексувала герцогство Курляндії та Семигалії за підсумками поділу Речі Посполитої. Обер-гауптманство увійшло до складу Курляндського намісництва Росії.
- 31 грудня 1796  року обер-гауптманство стало частиною новоутвореної Курляндської губернії Російської імперії.

## Склад
- Гробінське гауптманство

Гробінська парафія; центр — Гробін (сучасна Гробіня)
Грамсденська парафія (Gramsdinsche Kirchspiel); центр — Грубін (сучасна Грамзда)
Дурбенська парафія (Durbsche Kirchspiel); центр — Дурбен (сучасне Дурбе)
Віндауська парафія (Windausche Kirchspiel); центр — Віндау (сучасний Вентспілс)
Алшвангенська парафія (Alschwagsche Kirchspiel); центр — Алшванген (сучасне Алсунга)
Гольдінгенська парафія (Goldingensche Kirchspiel); центр — Гольдінген (сучасна Кулдига)
Фрауенбурзька парафія (Frauenburgsche Kirchspiel); центр — Фрауенбург (сучасний Салдус)
Ессернська парафія (Essernsche Kirchspiel); центр — Ессерн (сучасне Езере)

## Обер-гауптмани
- 1742—1746: Отто-Крістофер фон дер Говен[3]
- 1786: Отто-Герман фон дер Говен[4]

### Монографії
- Arbusov, Leonid. Grundriss der Geschichte Liv-, Est- und Kurlands. — Riga: Jonck und Poliewsky, 1918.